# Ken’ichirō Mogi
Ken’ichirō Mogi (jap. 茂木 健一郎 Mogi Ken’ichirō; ur. 20 października 1962 w Tokio) – japoński neurobiolog. 

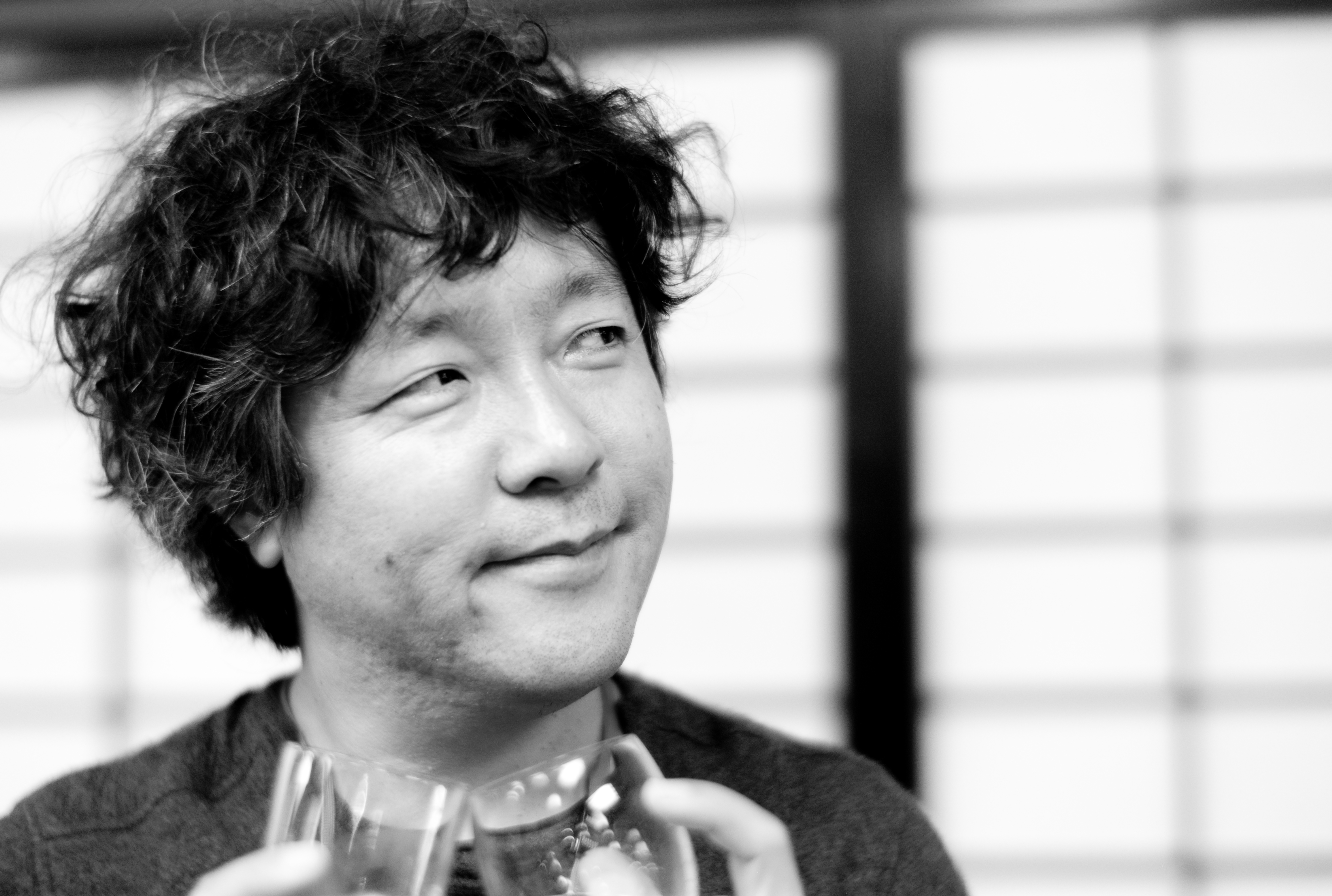
Ken’ichirō Mogi

Ukończył studia na Wydziale Nauk Ścisłych Uniwersytetu Tokijskiego w 1985 roku i na Wydziale Prawa w 1987. Tytuł doktora otrzymał w 1992 roku za pracę „Mathematical Model of Muscle Contraction”. Obecnie pracuje w Sony Computer Science Laboratories i jako profesor na gościnnych wykładach w Tokyo Institute of Technology.